# VII. Albert osztrák főherceg
VII. Albert (németül: Albrecht VII; Bécsújhely 1559. november 15. – Brüsszel, 1621. július 13.) Habsburg-házi osztrák főherceg, Alsó- és Felső-Ausztria uralkodó főhercege, Portugália alkirálya, valamint toledói érsek 1595 és 1598 között, majd 1598-tól hitvese, Izabella Klára Eugénia infánsnővel Németalföld társkormányzója 1621-es haláláig. Uralkodásukat tartják a spanyol Hollandia aranykorának.

## Élete, származása

### Ifjúsága
II. Miksa német-római császár (1527–1576) és Mária spanyol infánsnő (1528–1603) ötödik fia. 11 éves korában Spanyolországba, küldték, hogy nagybátyja, II. Fülöp spanyol király udvarában nevelkedjen. Albertet egyházi pályára szánták és ennek megfelelő neveltetésben részesült. 1577-ben, 18 évesen bíborosnak nevezték ki és címtemplomként megkapta a római Santa Croce in Gerusalemme bazilikát. II. Fülöp tervei szerint a Toledói főegyházmegye érseke lett volna, de az érseki tisztséget betöltő Gaspar de Quiroga y Sandoval sokkal tovább élt, mint arra az uralkodó számított. Időközben Albertet más tisztségekre helyezték és sosem szentelték fel pappá.
1580-ban II. Fülöp megszállta Portugáliát és uralma alatt egyesítette a két királyságot, ezzel egyidőben Albertet nevezte ki Portugália alkirályává, aki megkapta a pápai legátus és Portugália főinkvizítora címeket is. Portugália kormányzójaként részt vett az 1588-as Nagy Armada felfegyverzésében és 1589-ben visszaverte az angol flotta ellentámadását, amely Lisszabon ellen irányult. 1593-ban Fülöp visszahívta Madridba, hogy a spanyol birodalom kormányzásában vegyen részt.

### Spanyol-Németalföld kormányzójaként

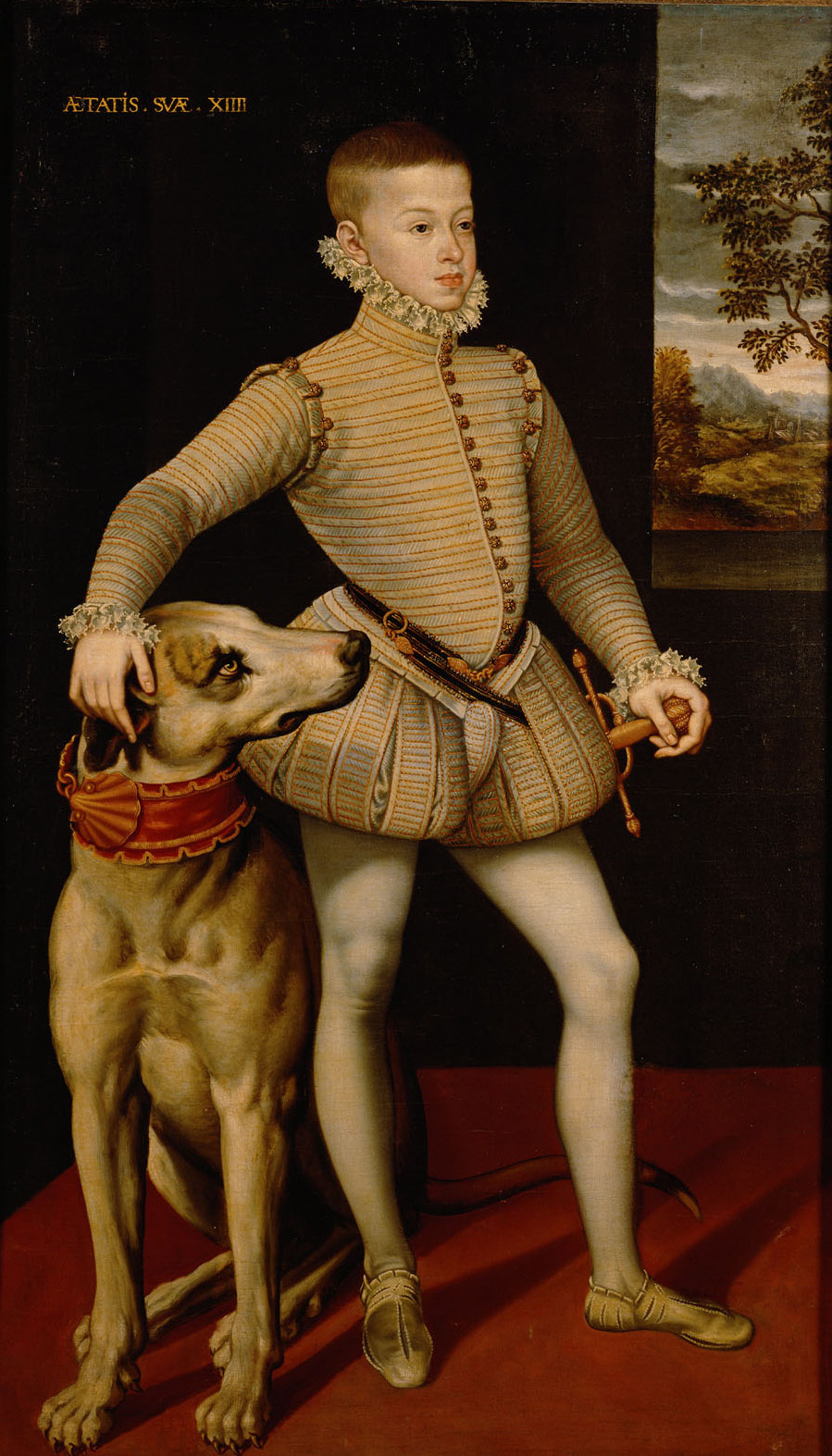
Albert fiatalkori portréja

1595-ben meghalt Spanyol-Németalföld kormányzója, Habsburg Ernő osztrák főherceg és II. Fülöp Albertet nevezte ki a tartomány kormányzójának. Albert 1596. február 11-én érte el a tartomány székhelyét, Brüsszel városát és rögtön nekilátott a tartomány katonai helyzetének helyreállításához. Az északi tartományok lázadása miatt a tartomány angol, francia és holland csapatok támadták és 1590 óta sorozatos vereséget mértek a spanyol csapatokra. Azonban kormányzósága első évében Albertnek sikerült meglepnie ellenfeleit és elfoglalta Calais és a közeli Ardres városát a franciáktól, északon Hulst városát a hollandoktól. A spanyol korona azonban még abban az évben csődbe ment, Albertnek nem volt pénze kifizetni a katonákat és a következő évben, 1597-ben ismét vereségeket szenvedett. A holland csapatok fővezére, Móric orániai herceg sorra elfoglalta a Schelde folyótól északra fekvő spanyol erődítményeket és Rheinberg városát a kölni választófejedelemség területén. A spanyol csapatok, Albert vezetése alatt, délen Amiens-t támadták és megelőzték IV. Henrik francia király támadását. Ekkor azonban elfogyott a katonák zsoldja és Albertnek sorozatos lázadásokkal kellett szembenézni.
A királyság pénzügyi és katonai nehézségeit látva Albert igyekezett békét teremteni Németalföldön, de ellenfelei közül csak a francia király volt hajlandó tárgyalóasztalhoz ülni. A pápa legátus, Alessandro Ottaviano de’ Medici bíboros, (a későbbi XI. Leó pápa) közvetítésével a két fél 1598. május 2-án megkötötte a Vervins-i békét, amelyben a spanyolok feladták addigi hódításaikat és lényegében helyreállt az 1551-1559-es itáliai háborúk utáni helyzet. Cserében a francia király beleegyezett abba, hogy a spanyolok megszállva tartották a Cambrai-i Püspökség területét. A béke megkötése ellenére a franciák továbbra is anyagilag támogatták a hollandok küzdelmét,
Pár nappal a béke megkötése után, 1598. május 6-án II. Fülöp bejelentette, hogy legidősebb lányát, Izabella Klára Eugénia spanyol infánsnőt feleségül adja Alberthez és megteszi őket a németalföldi spanyol birtokok örökös urává. A királyi rendelet értelmében a tartomány visszaszáll a spanyol koronára, ha Albertnek és Izabellának nem születnek gyermekei. A rendelet további titkos paragrafusai értelmében a spanyol hadsereg továbbra is a tartományban állomásozhatott. Albert előbb a pápa jóváhagyásával 1598. július 13-án lemondott bíborosi címéről, majd szeptember 14-én Spanyolország felé indult. II. Fülöp egy nappal korábban meghalt, ezért bár november 15-én VIII. Kelemen pápa a király nevében megkötötte a házasságot, de az igazi ceremóniára csak 1599. április 18-án került sor Valencia városában. Ezután Brüsszelbe utaztak és ott rendezték be székhelyüket.

### A németalföldi háború évei
Albert és Izabella uralkodásának első felét a lázadó északi tartományok és támogatóik elleni háború töltötte ki. Az Egyesült Holland Tartományok és I. Erzsébet angol királynő felé tett békülési gesztusok eredménytelenek voltak, ezért Albert igyekezett a Németalföldön magához ragadni a kezdeményezés, míg a nemzetközi színtéren megpróbálta diplomáciailag elszigetelni a hollandokat. Azt remélte, ezzel tárgyalóasztalhoz kényszerítheti ellenfeleit, és kedvező pozícióból köthet békét. Bár elvileg Albert maga mögött tudhatta sógora, III. Fülöp spanyol király támogatását, de Fülöp sokkal merevebb politikát követelt a hollandokkal szemben. Albert első kézből ismerte a háború pusztításait a tartományokban, ezért igyekezett véget vetni a háborúnak. III. Fülöp és tanácsadói ezzel szemben úgy vélték, hogy az általuk lázadónak és eretneknek tartott hollandok felé bármilyen engedmény megengedhetetlen lenne, a spanyol korona tekintélyének csorbulását és a Habsburg-ház pozícióinak meggyengülését eredményezné. A spanyol korona ezért továbbra is támogatta a háborút, megfelelő erőforrásokat bocsátott Albert rendelkezésére, aki a hadszíntéren irányította a hadműveleteket, és igyekezett figyelmen kívül hagyni III. Fülöp utasításait.
Albert hadvezéri tekintélyén azonban súlyos csorba esett, amikor 1600. július 2-án Móric orániai herceg az egyesült holland-angol csapatok élén vereséget mért rá a nieuwporti csata során. Albert képtelen volt sikeresen befejezni Oostende ostromát (1601-1604), ezért leváltották a flandriai spanyol haderő éléről. A fővezéri tisztséget a genovai Ambrosio Spinola vette át, aki végül sikeresen törte meg Oostende védőit, és 1604 szeptemberében elfoglalta a várost. Spinola ezután határozott támadó hadműveletekben átvette a kezdeményezést a hollandoktól, és 1594. óta először a Schelde folyótól északra támadta őket.
Időközben Erzsébet angol királynő meghalt, trónját 1603-ban a skót király, I. Jakab foglalta el. Jakab hajlott a különbékére Alberttel és 1604. július 24-én Anglia, Spanyolország és Németalföld megkötötte a londoni békét. A két udvar közötti kapcsolatokat súlyosan megrontották a vallási és politikai ellentétek (a Lőporos összeesküvés során Guy Fawkes és társai Brüsszelben találkoztak), de a két ország között a béke megmaradt. Albert diplomáciai manővereinek eredményeként 1607 áprilisában a hollandok beleegyeztek a fegyverszünetbe. A béketárgyalások ugyan eredménytelenek maradtak, de a két fél aláírta a tizenkét éves fegyverszünetet. A fegyverszüneti egyezmény értelmében az északi tartományokat a fegyverszünet idejére önálló államnak kellett tekinteni. Ez kiváltotta III. Fülöp ellenkezését, és Albertnek jelentős erőfeszítésébe került, hogy meggyőzze a királyt az egyezmény elfogadásáról.

### A béke évei

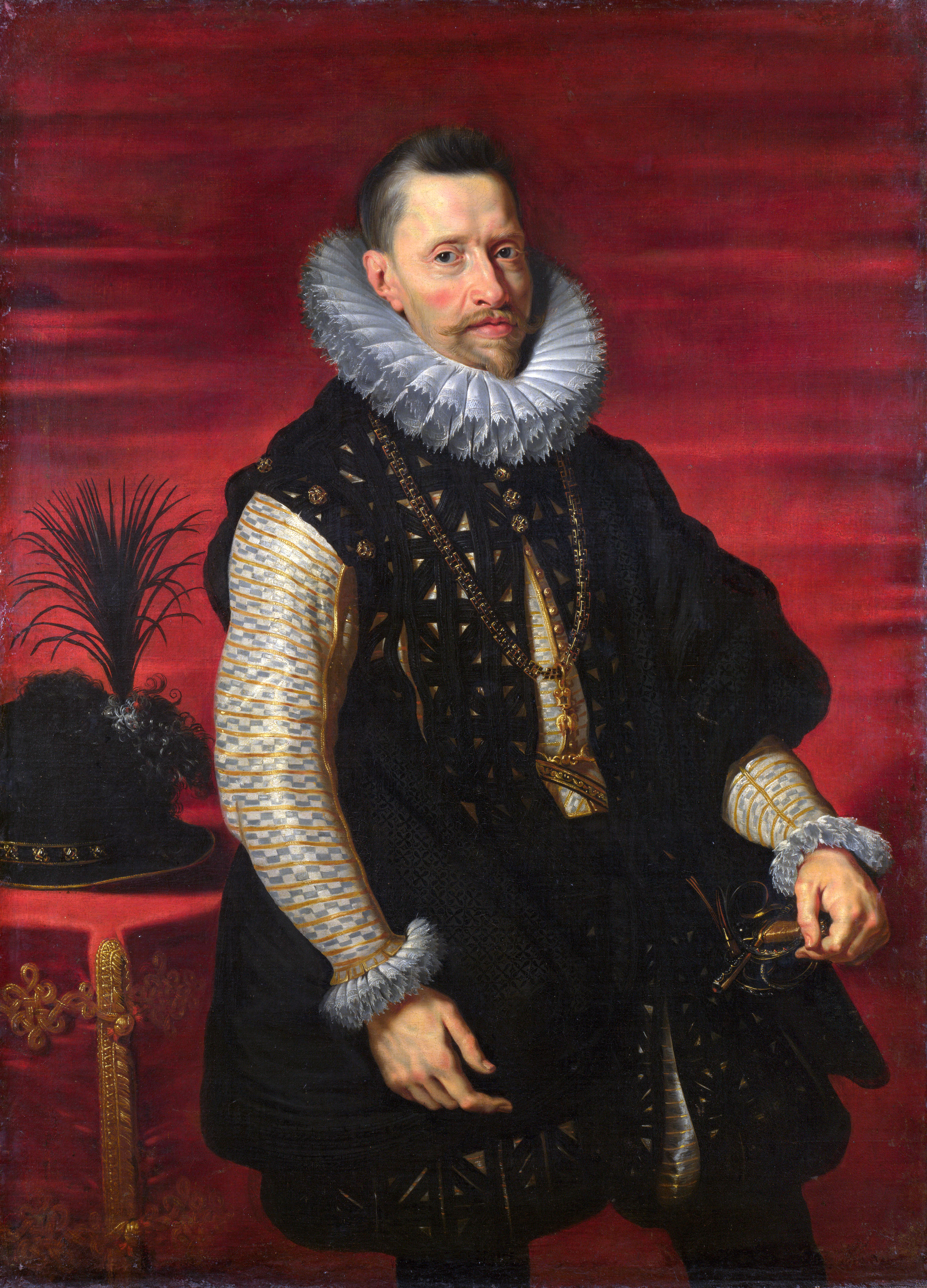
VII. Albert portréja (kb. 1615), Peter Paul Rubens festménye. Jelenleg a São Paulo Museum of Art gyűjteményében található.

A fegyverszünet évei alatt a németalföldi tartományoknak esélyük nyílt helyreállítani a háborús károkat és fellendíteni a tartományok gazdaságát. Albert és Izabella kormányzata támogatta a háború alatt elhagyott földek művelését, a lerombolt gátak és csatornák helyreállítását. A mezőgazdasági termelés fellendülésével a háborús évek veszteségei után a terület lakossága ismét növekedésnek indult. Az ipar, elsősorban a luxuscikkek gyártása ismét beindult, bár a tartományok kereskedelmét jelentősen korlátozta, hogy a hollandok blokád alatt tartották a Schelde folyó torkolatát és ezzel Antwerpen kikötőjét. A városi szegények megsegítésére támogatták a jótékonysági szervezetek működését.
Vallási téren igyekeztek visszaszerezni a katolikus egyház befolyását és elősegítették az ellenreformáció győzelmét az általuk uralt területeken. Eddigre a legtöbb protestáns már elhagyta a spanyol uralom alatt álló területeket és egy 1597-es kivégzés után már nem üldözték őket. Az 1609-ben kiadott rendeletek értelmében a protestánsok szabadon élhettek a tartományban, feltéve, hogy nem nyilvánosan gyakorolták vallásukat és nem lázítottak a katolikus egyház ellen. A vallási üldözés beszüntetésével és tehetséges, elkötelezett püspökök kinevezésével Albert és Izabella elősegítették a lakosság újrakatolizálását, ugyanakkor ebben az időszakban számos boszorkányégetésre is sor került.
Az ellenreformáció mozgalmán belül új vallásos rendek telepedtek meg Németalföldön, a főhercegek támogatásával. A jezsuita rend kapta a legnagyobb támogatást, amely lehetővé tette, hogy jelentős építkezésbe fogjanak Brüsszelben, Antwerpenben, Mechelenben és más városokban. A másik támogatott rend a kapucinusok voltak. Ebben az időszakban alapították még a sarutlan karmeliták első németalföldi kolostorát.
Albert uralkodása alatt a politikai hatalom ismét a főhercegek kezébe összpontosult, miután a háború évei alatt a tartományi gyűlés bizonyos jogosultságokat szerzett. A gyűlést azonban csak egyszer, 1600-ban hívták össze és a tartományok irányítását a főhercegek saját kezükbe vették. A fegyverszünet évei alatt Albert és Izabella számos rendeletet adott ki, amelyek a tartományok igazságszolgáltatási rendszerétől kezdve, a szokásjog eltörléséig és az írott törvények bevezetéséig, a pénzügyi reformoktól a párbajok és a szerencsejátékok megszabályozásáig az élet igen sok területére kihatottak.
1614-ben Albert katonai és vallási okokból beavatkozott a Jülich-Cleves-Berg hercegség öröklési kérdéseibe és emiatt kiújultak az ellenségeskedések a holland köztársasággal. A rövid ideig tartó háborút a xanteni béke zárta le, de ez az összecsapás már a harmincéves háború nyitányának tekinthető. Miután 1618-ban a Habsburg császári kormányzót kihajították a prágai vár ablakán (harmadik defenesztráció), Albert katonákat küldött unokatestvére, II. Ferdinánd német-római császár megsegítésére és III. Fülöpöt rávette, hogy anyagilag támogassa az osztrák Habsburgok küzdelmét. Albert támogatásával Ferdinánd csapatai 1620. november 8-án a fehérhegyi csatában tönkreverték cseh, morva és sziléziai rendek erőit.

### Halála
Albertnek és Izabellának három gyermeke született, de egyik sem érte meg a felnőttkort. Mivel Albert egészsége nagyon megromlott 1613-14 telén, ezért lépéseket tettek III. Fülöp uralmának visszaállítására. A tartományi gyűlés 1616 májusában hűséget esküdött a királynak, aki azonban nagybátyja előtt, 1621. március 31-én meghalt. A tartományok ezért Fülöp fiára és örökösére, IV. Fülöp spanyol királyra szálltak.
Albert egészsége tovább romlott 1620. utolsó hónapjaiban. Ezzel egyidőben a tizenkét éves fegyverszünet vége is közeledett és Albert utolsó erejét arra fordította, hogy elérje a fegyverszünet meghosszabbítását. Ennek érdekében akár jelentős területi kedvezményeket is hajlandó volt adni a hollandoknak, aki viszont nem akartak békét kötni és hamarosan beléptek a harmincéves háborúba. Albert 1621. július 13-án halt meg, szinte ezzel egyidőben a hollandok ismét megtámadták a németalföldi spanyol tartományokat.

### A művészetek támogatójaként
Mára szinte semmi nem maradt fenn a főhercegek palotájából, amely Brüsszel belvárosában, a Koudenberg kerületben épült, a Mariemont közelében épült nyári palotából vagy a Tervuren-ben épült vadászkastélyból. Egykor jelentős művészeti gyűjteményük 1633-ban, Izabella halálával szétszóródott. Albert és Izabella a művészetek bőkezű támogatójának számított, egyik legjelentősebb lépésük volt, hogy 1609-ben udvari festőnek nevezték ki a kor leghíresebb festőjét, Peter Paul Rubenst. Számos megrendelést adtak a kor neves és kevésbé ismertebb festőinek, mint ifjabb Frans Pourbus, Otto van Veen, idősebb Jan Brueghel és Denijs van Alsloot. A festők mellett támogatták Wenzel Cobergher és Jacob Franquart építészeket. A főhercegek korának egyetlen jelentős emléke Scherpenheuvel város bazilikája, amelyet Albert és Izabella irányítása alatt Cobergher tervezett és Theodoor van Loon festményei díszítenek.

## Fordítás
- Ez a szócikk részben vagy egészben  az   Albert VII, Archduke of Austria című angol Wikipédia-szócikk fordításán alapul.  Az eredeti cikk szerkesztőit annak laptörténete sorolja fel. Ez a jelzés csupán a megfogalmazás eredetét és a szerzői jogokat jelzi, nem szolgál a cikkben szereplő információk forrásmegjelöléseként.